# Крај викенда
„Крај викенда“ је југословенски филм из 1985. године. Режирао га је Александар Ђорђевић, а сценарио је писао Момо Капор. Позориште „Добрица Милутиновић“ у Сремској Митровици је урадило представу „Крај викенда“ у режији Михаила Јанкетића. Сценографију је урадио Војислав Билановић - Бил, а костиме Софија Симић. Играју Рада Ђуричин и Михаило Јанкетић.

## Улоге
| Глумац                | Улога |
| --------------------- | ----- |
| Рада Ђуричин          |       |
| Михајло Миша Јанкетић |       |